# Arbanitis horsemanae
Espèce
Synonymes
- Misgolas horsemanae Wishart, 2011

Arbanitis horsemanae est une espèce d'araignées mygalomorphes de la famille des Idiopidae.

## Distribution
Cette espèce est endémique de Nouvelle-Galles du Sud en Australie. Elle se rencontre  dans les forêts d'État de Kioloa et de Dampier.

## Description
La carapace du mâle holotype mesure 5,34 mm de long sur 4,30 mm et l'abdomen 5,16 mm de long sur 2,89 mm.

## Étymologie
Cette espèce est nommée en l'honneur de Christine Horseman.

## Publication originale
- Wishart, 2011 : Trapdoor spiders of the genus Misgolas (Mygalomorphae: Idiopidae) in the Illawarra amd south coast regions of New South Wales, Australia. Records of the Australian Museum, vol. 63, no 1, p. 33-51 (texte intégral).